# Damon Berryhill
Damon Scott Berryhill (né le 3 décembre 1963 à South Laguna, Californie, États-Unis) est un ancien receveur de la Ligue majeure de baseball.

## Carrière de joueur
Damon Berryhill, un receveur qui lance de la main droite et est frappeur ambidextre, évolue dans la Ligue majeure de baseball pour les Cubs de Chicago de 1987 à 1991, les Braves d'Atlanta de 1991 à 1993, les Red Sox de Boston en 1994, les Reds de Cincinnati en 1995 et les Giants de San Francisco en 1997. En 683 matchs joués en 10 saisons dans le baseball majeur, il compte 488 coups sûrs dont 47 circuits, et 257 points produits. Sa moyenne au bâton en carrière s'élève à ,240. 
Le 29 septembre 1991, les Cubs de Chicago transfèrent Berryhill et le lanceur droitier Mike Bielecki aux Braves d'Atlanta, en échange du releveur droitier Turk Wendell et du lanceur gaucher Yorkis Pérez. L'échange se produisant dans les derniers jours de la saison régulière, Berryhill et Bielecki ne sont pas éligibles pour jouer en séries éliminatoires avec les Braves, qui atteignent - et perdent - la Série mondiale 1991. 
Berryhill est le principal receveur des Braves en 1992 et 1993, jouant 101 et 115 matchs, respectivement, lors de ces saisons. Le match le plus mémorable de sa carrière est celui du 17 octobre 1992, le premier de la Série mondiale 1992, lorsqu'il frappe un coup de circuit de trois points en 6e manche, donnant à Atlanta une victoire de 3-1 sur les Blue Jays de Toronto. Ceci brise la séquence de 18 manches sans accorder de point en Série mondiale de Jack Morris, le lanceur des Blue Jays qui avait amorcé cette séquence face aux Braves en finale l'année précédente alors qu'il s'alignait avec les Twins du Minnesota, champions de la saison 1991.

## Carrière d'entraîneur
Depuis la saison 2017, Damon Berryhill est le gérant des Braves de Gwinnett, un club de ligue mineure affilié aux Braves d'Atlanta.
Il est précédemment en ligues mineures gérant du Blaze de Bakersfield, un club-école des Rangers du Texas en 2008, puis pour des équipes affiliées aux Dodgers de Los Angeles : les Raptors d'Ogden de 2009 à 2013, les Isotopes d'Albuquerque en 2014 et les Dodgers d'Oklahoma City en 2015.